# Attentat du La Mon House Hotel
L'attentat du La Mon House Hotel est un attentat à la bombe incendiaire dans l'hôtel-restaurant de La Mon à Belfast en Irlande du Nord le 17 février 1978. Posée par l'IRA provisoire dans le contexte du conflit nord-irlandais, il fait 12 morts.
Attachée à un baril d'essence, la bombe explose prématurément. L'avertissement donné par les poseurs de bombe, seulement 9 minutes avant l'explosion, est insuffisant pour permettre l'évacuation des lieux. La bombe provoque une boule de feu qui tue 12 civils protestants. Le 19 février, l'IRA provisoire revendique l'attentat, présente ses excuses aux proches des victimes et dit regretter l'attentat.